# Алемані (герб)
Алемані (Аламані, Аламені, Аллемані, пол. Alemani, Alamani, Alameni, Allemani) — шляхетський герб з індигенату, італійського походження.

## Історія
Герб італійського походження, принесений до Польщі Домініком Алемані, люблінським стольником. Герб був затверджений індигенатом з 19 квітня 1566 р.

## Опис
Щит розтятий, ліва частина перетята — перше синє поле перетяте двома золотими балками праворуч навскіс; у другому срібному полі два чорних кола в пас; у третьому срібному полі одне чорне коло; у клейноді панна у синьому вбранні з вінками на голові й у руці.

## Роди
Аламенус (Alamenus), Алемані (Alemani), Лімановський (Limanowski), Руделевич (Rudelewicz).